# Joan Millet i Maristany
Joan Millet Maristany (el Masnou, Maresme, 29 de juliol del 1893 — Barcelona, 25 de novembre de 1980) fou un dirigent esportiu.
Fou soci del Reial Barcelona Lawn Tennis Club, amb el qual jugà durant la dècada de 1910 i on fou tresorer durant la dècada de 1920. Formà part del comitè executiu del Campionat del Món de tennis en pista coberta de Barcelona (1922-23).